# Vota a Gundisalvo
Vota a Gundisalvo es una película española dirigida por Pedro Lazaga. Se trata de una parodia política y fue rodada en 1977, tras las Elecciones Generales de ese año, y estrenada al año siguiente.

## Gundisalvo y Mingote
En septiembre de 1971, Antonio Mingote publicó en ABC unas viñetas sobre un político, Gundisalvo, pidiendo el voto. El contexto partía de la convocatoria de elecciones para Procuradores en Cortes (el 29 de septiembre, por el 'tercio familiar').
En 1977, José Luis Dibildos, productor (Ágata Films S.A.), guionista y amigo de Mingote, con quien ya había colaborado en tres guiones cinematográficos, le propone llevar a su personaje Gundisalvo al cine, presentándolo como candidato a las Elecciones Generales (15 de junio).

«Mi amigo José Luis Dibildos me propone colaborar, en 1969, en un guión para una película, Soltera y madre en la vida que protagoniza la estupenda Lina Morgan. Seguirán Pierna creciente, falda menguante y Españolas en París, ambas para la querida Laura Valenzuela, Vota a Gundisalvo, un personaje político de mis chistes, que es declarado “popular” del año 1971 por el diario Pueblo».
Antonio Mingote

Además, Mingote colabora en los carteles publicitarios de la película y participa en ella en un cameo.

## Argumento
El 15 de marzo de 1977, tres meses antes de la celebración de las elecciones generales, se reúne en Madrid la dirección de Concordia Democrática del Estado Español, un nuevo partido político, para designar los candidatos con que se presentarán a ellas.
Como candidato para el Senado por Málaga, eligen a Gundisalvo García, un exitoso empresario inmobiliario de quien valoran mucho su inexistente pasado político. En una reunión con Gundisalvo, en la que este acepta, le explican que “no tenían programa aún, pero a medida que al comité ideológico se le fueran ocurriendo cosas, se las irían enviando en fascículos coleccionables”. 
Para dirigir su campaña contratan a Julio Pedraza, un creativo publicitario que se instalará en la mansión de Gundisalvo imponiendo molestos cambios y obligándole a aprender discursos de Emilio Castelar. 
En sus primeras palabras para la prensa, Gundisalvo declara: “Estoy dispuesto a salvar a todos los españoles, incluso a los que no quieran o no se dejen”.

## Reparto
- Antonio Ferrandis es Gundisalvo García.
- Emilio Gutiérrez Caba es Julio Pedraza
- Laly Soldevila es Marichu, esposa de Gundisalvo
- Silvia Tortosa es Lolita, amante de Gundisalvo
- Tina Sáinz es María, cocinera
- Yolanda Ríos es Lupe, criada
- Yvonne Sentís es Trini, criada
- Manuel Alexandre es Francisco, criado
- Rafael Hernández es Acacio Ortigosa
- José Lifante es Aníbal Ocaña, político rival
- Alberto Fernández es Olegario Matallana
- Julia Navarro es una periodista.[7]

## Producción
La película se filmó en Málaga, Marbella y Estepona, durante el verano de 1977, tras las elecciones. Se usaron imágenes con declaraciones a televisión de distintos candidatos políticos y de la campaña electoral. 
Vota a Gundisalvo se estrenó el 25 de marzo de 1978.